# Rotorowiec

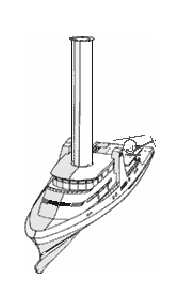
Projekt Calypso II

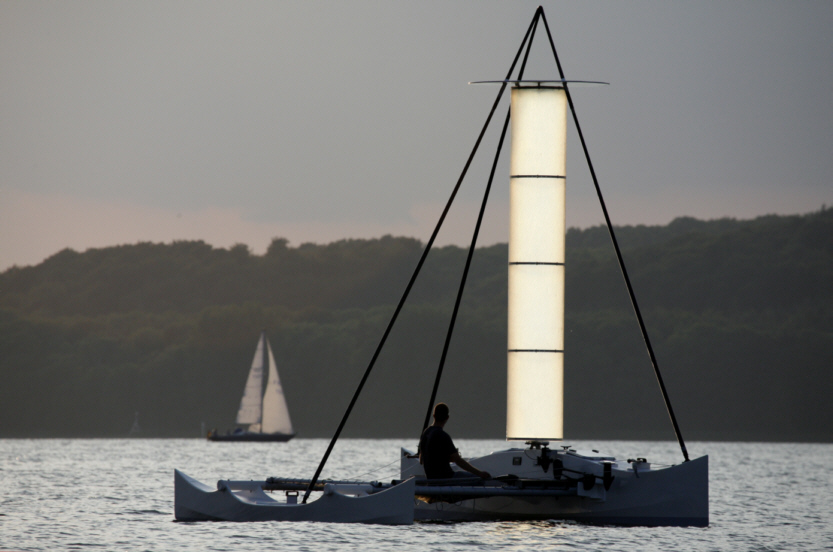
Uni-Kat Flensburg

Rotorowiec – statek wodny, wykorzystujący jako napęd główny lub pomocniczy alternatywny napęd aerodynamiczny w postaci wirującego walca zwanego rotorem Flettnera, wystawionego na działanie wiatru i wykorzystującego efekt Magnusa. Walec ten może być wykorzystywany jak żagiel. Nazwa pochodzi od nazwiska wynalazcy Antona Flettnera.
Rotorowce pozostają, jak na razie, statkami eksperymentalnymi. Pierwsze powstały w latach 20. XX wieku.

## Rotorowce
- Buckau (w późniejszym czasie Baden-Baden)

Dzięki temu przebudowanemu trójmasztowemu szkunerowi (długość 52 metry, pojemność 455 BRT) Flettner zbierał pierwsze praktyczne doświadczenia z nowym rodzajem napędu. Przebudowę zakończono w 1924 roku, statek z tym napędem odwiedził m.in. Szczecin i Gdańsk. W maju 1926 roku już jako Baden-Baden przebył Atlantyk i pokazywany był w Nowym Jorku. Opuszczony statek zatonął na Karaibach wskutek sztormu.
- Barbara

Zbudowany dla armatora z Hamburga Rob M. Sloman jr. przez stocznię Weser AG w Bremie, pojemność 2077 BRT, wszedł do służby 28 czerwca 1926 roku. Wyposażony w napęd dodatkowy w postaci trzech rotorów Flettnera na zlecenie Marynarki wojennej (Reichsmarine). Przy sile wiatru 4B osiągał prędkość 4 węzłów pod wiatr i aż 9 węzłów z wiatrem.
- Calypso II

Zgodnie z planami Jacques-Yves'a Cousteau statek miał otrzymać normalny napęd Flettnera. Budowa nie została skończona ze względu na śmierć Cousteau.
- Uni-Kat Flensburg

Skonstruowany w Instytucie Fizyki, Chemii i ich Dydaktyki Uniwersytetu we Flensburgu (Niemcy) pod kierunkiem prof. Lutza Fiessera, w ramach projektu PROA. Pokaz i chrzest statku odbyły się we Flensburgu na targach Nautics 2006
- E-Ship

w roku 2006, producent elektrowni wiatrowych Enercon zamówił w stoczni Lindenau w Kilonii statek handlowy o długości 130 metrów, który oprócz klasycznego napędu silnikami Diesla ma być wyposażony w cztery rotory Flettnera.